# Schuylkill Expressway
La Schuylkill Expressway, connue au niveau local sous le nom de the Schuylkill, est une autoroute parcourant le sud-est du comté de Montgomery et la ville de Philadelphie, aux États-Unis. Elle constitue le segment le plus à l'est de l'Interstate 76 en Pennsylvanie. Elle s'étend de la sortie Valley Forge de la Pennsylvania Turnpike à King of Prussia puis suit un parcours parallèle à la Schuylkill River jusqu'au Walt Whitman Bridge à South Philadelphia.
Construite en dix ans, de 1949 à 1959, plusieurs portions de la route date d'avant la création du système des Interstate highways et ne furent donc pas construites selon les standards contemporains. La route a été l'objet par la suite d'améliorations et d'élargissements destinés à améliorer la fluidité de son trafic, sujet à des embouteillages chroniques. Il s'agit en effet de la route la plus empruntée de Philadelphie et de la Pennsylvanie : une moyenne de 163 000 véhicules l'utilisent quotidiennement dans le comté de Philadelphie et 109 000 dans le comté de Montgomery.